# 東京市歌
「東京市歌」（とうきょうしか）はかつて存在した日本の六大都市の1市、東京市が制定した市歌である。日本コロムビアから発売されたSPレコードでは「東京市民歌」（とうきょうしみんか）の表題も使用されている。作詞・高田耕甫（高田休廣）、作曲・山田耕筰。
本項では、市歌と同時に制定された「東京市童謡」（とうきょうしどうよう）についても解説する。

## 解説
第7代東京市長を務めた後藤新平の提唱で刊行されることになった『東京市民読本』の発刊記念事業として、1921年（大正10年）10月より市民歌および童謡の2部門の歌詞がまる1年をかけて懸賞公募された。1923年（大正12年）4月、後藤の後任で東京市長となった永田秀次郎が審査委員長を務め秋田雨雀、巖谷小波、久保田俊彦、西條八十、山田耕筰らを審査委員として両部門の選考を実施した結果、市民歌は330編の応募作から東京府職員で石川県警察部に出向中であった高田休廣（筆名・耕甫）、童謡は深川区（現在の江東区）の材木商番頭である吉田栄次郎の応募作がそれぞれ一等入選となった。市民歌の一等賞金は500円、二等は300円で童謡の一等賞金は300円、二等が100円であった。
作曲は市民歌・童謡とも審査委員の山田耕筰に依頼され、6月14日に両曲の発表音楽会が日比谷公会堂で開催された。ところが、主たる事業であった『東京市民読本』の刊行は9月1日に発生した関東大震災のため翌1924年（大正13年）10月と当初の予定より大幅にずれ込んでしまう。『市民読本』の巻頭には「東京市歌」と「東京市童謡」の歌詞が一等入選作品として紹介されているが、このうち「東京市童謡」に関しては作詞者が「故 吉田栄次郎君」とされている。吉田の死因については『市民読本』と同年に刊行された『市民の歌へる』巻末の訃報において、震災で店舗を全焼した後に再建のため奔走していたが病魔に侵され11月に亡くなった旨が記述されている。
東京都の公式サイトでは「東京市歌」の制定年を発表音楽会が開催された1923年や『市民読本』が刊行された1924年ではなく、1926年（大正15年）としている。この年に刊行された『東京市政概要』大正15年版で「東京市歌」と「東京市童謡」の歌詞と楽譜が掲載されたことから、両曲が広く市民に知られるようになった。1932年（昭和7年）11月には日本コロムビアから「東京市民歌」の表題で米倉俊英、またB面曲として「東京市童謡」を大川澄子がそれぞれ歌うSPレコードが発売されている。なお牛塚虎太郎市長の在任中（1933年 - 1937年）に作成された東京市の広報盤「選挙粛正ニ就イテ帝都市民諸君ニ愬フ」（A293）B面や、1940年（昭和15年）の紀元二千六百年記念行事として作成された5枚組の記念盤では「東京市民歌」でなく「東京市歌」が表題とされている。

### その後

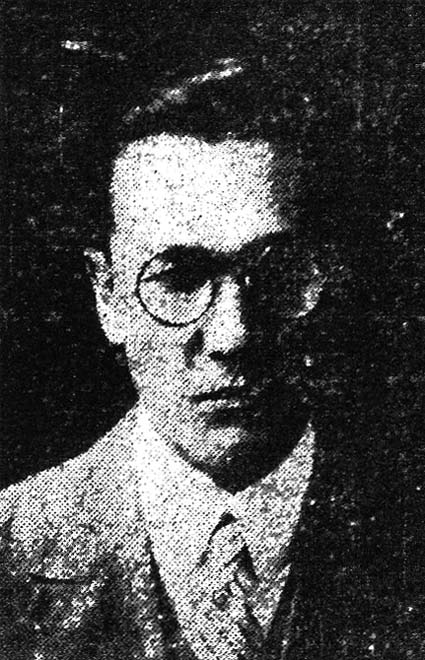
「東京市歌」作詞者の高田耕甫（高田休廣）

「東京市歌」を作詞した高田は、長崎高等商業学校の校長在職中であった1942年（昭和17年）1月に赴任先で急逝した。
東京市は1943年（昭和18年）7月1日の東京都制施行に伴い東京府と共に廃止され、東京都が成立した。しかし「東京市歌」は1947年（昭和22年）に「東京都歌」が制定されて以降も廃止されず、準都歌的な扱いで現在も存続している。東京都の公式サイトで紹介されているのは歌詞のみであるが、楽譜は『市民の歌へる』や『東京市政概要』大正15年版、また『山田耕作全集7 国民歌謡曲集』（春秋社、1930年）および『東京のうた その心をもとめて』（朝日新聞社、1968年）等に掲載されている。

## 歌詞
「東京市歌」の1番の歌詞は武蔵野が一面の原野だった時代を偲ぶ内容であるが、2番と3番の歌詞は一転して日本の首都（帝都）としての東京市の発展を讃えるものとなっており、特に2度繰り返される「大東京」という表現は後裔たる「東京都歌」にも受け継がれている。
「東京市歌」および「東京市童謡」は歌詞・旋律とも著作権の保護期間を満了し、パブリックドメインとなっている。